# Erikslund, Ånge kommun
Erikslund är en småort i Borgsjö socken i Ånge kommun. Den ligger vid Borgsjön cirka 15 km öster om Ånge.

## Befolkningsutveckling
| Befolkningsutvecklingen i Erikslund 1950–2015                                                   | Befolkningsutvecklingen i Erikslund 1950–2015 | Befolkningsutvecklingen i Erikslund 1950–2015 | Befolkningsutvecklingen i Erikslund 1950–2015 | Befolkningsutvecklingen i Erikslund 1950–2015 |
| ----------------------------------------------------------------------------------------------- | --------------------------------------------- | --------------------------------------------- | --------------------------------------------- | --------------------------------------------- |
|                                                                                                 |                                               |                                               |                                               |                                               |
| År                                                                                              |                                               |                                               | Folkmängd                                     | Areal (ha)                                    |
| 1950                                                                                            | 1950                                          |                                               | 303                                           | ##                                            |
| 1960                                                                                            | 1960                                          |                                               | 251                                           | 30                                            |
| 1965                                                                                            | 1965                                          |                                               | 232                                           | 34                                            |
| 1970                                                                                            | 1970                                          |                                               | 257                                           |                                               |
| 1975                                                                                            | 1975                                          |                                               | 229                                           |                                               |
| 1980                                                                                            | 1980                                          |                                               | 201                                           |                                               |
| 1990                                                                                            | 1990                                          |                                               | 197                                           | 44#                                           |
| 1995                                                                                            | 1995                                          |                                               | 188                                           | 50#                                           |
| 2000                                                                                            | 2000                                          |                                               | 147                                           | 50#                                           |
| 2005                                                                                            | 2005                                          |                                               | 121                                           | 50#                                           |
| 2010                                                                                            | 2010                                          |                                               | 105                                           | 44#                                           |
| 2015                                                                                            | 2015                                          |                                               | 59                                            | 31#                                           |
| Anm.: Upphörde som tätort 1990. ## Som tätort/befolkningsagglomeration 1920–1950. # Som småort. |                                               |                                               |                                               |                                               |